# Liste der Libellen Österreichs
Die Liste der Libellen Österreichs enthält die in Österreich vorkommenden Libellenarten. Es werden alle 77 Arten aufgelistet, von denen das österreichische Umweltbundesamt den RL-Status in der Roten Liste gefährdeter Tierarten angibt.
In Österreich wurde im Jahr 2006 der Gefährdungsstatus der Libellen zuletzt evaluiert. Bei der IUCN und in der Roten Liste Österreichs gibt es folgende Gefährdungsstatus:
| Status | IUCN                                                  | Rote Liste Österreich |
| ------ | ----------------------------------------------------- | --- |
|        | ausgestorben (engl. extinct)                          | Ein Taxon gilt als ausgestorben, wenn kein begründeter Zweifel besteht, dass das letzte Individuum tot ist. Ein Taxon gilt aus ausgestorben, wenn erschöpfende Erhebungen im bekannten oder vermuteten Lebensraum, zu geeigneten Tages- und Jahreszeiten über das gesamte ehemalige Verbreitungsgebiet keine Individuennachweise erbrachten. Die Erhebungen sollten sich über einen Zeitrahmen erstrecken, die dem Lebenszyklus und Lebensformtyp des Taxons angemessen ist. |
|        | in der Natur ausgestorben (engl. extinct in the wild) | Es gibt lediglich Individuen in Kultur, in Gefangenschaft oder in eingebürgerten Populationen außerhalb des natürlichen Verbreitungsgebietes. |
| 0RE    | regional ausgestorben (engl. regionally extinct)      | Ein Taxon gilt als regional ausgestorben, wenn kein begründeter Zweifel besteht, dass das letzte fortpflanzungsfähige Individuum in Österreich tot oder verschwunden ist, oder, im Falle einer früheren Gastart, Individuen das österreichische Gebiet nicht mehr aufsuchen. |
|        | vom Aussterben bedroht (engl. critically endangered)  | 50 % Aussterbenswahrscheinlichkeit in 10 Jahren oder 3 Generationen (maximal 100 Jahre). |
|        | stark gefährdet (engl. endangered)                    | 20 % Aussterbenswahrscheinlichkeit in 20 Jahren oder 5 Generationen (maximal 100 Jahre). |
|        | gefährdet (engl. vulnerable)                          | 10 % Aussterbenswahrscheinlichkeit in 100 Jahren. |
|        | potenziell gefährdet (engl. near threatened)          | Weniger als 10 % Aussterbenswahrscheinlichkeit in 100 Jahren, aber negative Bestandsentwicklung und hohe Aussterbensgefahr in Teilen des Gebietes. |
|        | nicht gefährdet (engl. least concern)                 | Weniger als 10 % Aussterbenswahrscheinlichkeit in 100 Jahren, weitere Attribute wie unter NT treffen nicht zu. |
|        | ungenügende Datengrundlage (engl. data deficient)     | Die vorliegenden Daten lassen keine Einstufung in die einzelnen Kategorien zu. |
|        | nicht beurteilt (engl. not evaluated)                 | Die Art wurde nicht eingestuft. |

Die folgende Tabelle zeigt für jede Libellen-Art Österreichs, sofern vorhanden, je ein Bild mit ausgebreiteten Flügeln (mitunter auch nur als Bildtafel vorhanden), ein Bild des Weibchens, ein Bild des Männchens, ein Bild der Nymphe bzw. der Exuvie und (eher selten vorhanden) das Verbreitungsgebiet. Zusätzlich werden die deutschen Namen, die wissenschaftlichen Namen, die Erstbeschreiber (Autoren), die Wikidata-Links (die farbigen Balken) und die Gefährdungsstatus der IUCN bzw. des österreichischen Umweltbundesamts angegeben.

## Ordnung:Libellen– Odonata
| in der Tabelle vorkommende Familien       |
| ----------------------------------------- |
| Familie: Prachtlibellen (Calopterygidae)  |
| Familie: Teichjungfern (Lestidae)         |
| Familie: Federlibellen (Platycnemididae)  |
| Familie: Schlanklibellen (Coenagrionidae) |
| Familie: Edellibellen (Aeshnidae)         |
| Familie: Flussjungfern (Gomphidae)        |
| Familie: Quelljungfern (Cordulegastridae) |
| Familie: Falkenlibellen (Corduliidae)     |
| Familie: Segellibellen (Libellulidae)     |

| Bild                                      | deutscher Name                                            | wissenschaftlicher Name, Autor und Wikidata-Link                                              | Weibchen                              | Männchen                              | Nymphe / Exuvie                            | Verbreitungsgebiet                   | IUCN-RL | RL-Status |
| ----------------------------------------- | --------------------------------------------------------- | --------------------------------------------------------------------------------------------- | ------------------------------------- | ------------------------------------- | ------------------------------------------ | ------------------------------------ | ------- | --------- |
| Familie: Prachtlibellen (Calopterygidae)  |                                                           |                                                                                               |                                       |                                       |                                            |                                      |         |           |
| weitere Bilder                            | Gebänderte Prachtlibelle                                  | Calopteryx splendens (Harris, 1782)                                                           | Calopteryx splendens – Weibchen       | Calopteryx splendens – Männchen       | Calopteryx splendens – Nymphe / Exuvie     | Calopteryx splendens – Verbreitung   | [ 2 ]   | NT        |
| weitere Bilder                            | Blauflügel-Prachtlibelle, Gemeine Seejungfer              | Calopteryx virgo (Linnaeus, 1758)                                                             | Calopteryx virgo – Weibchen           | Calopteryx virgo – Männchen           | Calopteryx virgo – Nymphe / Exuvie         |                                      | [ 3 ]   | NT        |
| Familie: Teichjungfern (Lestidae)         |                                                           |                                                                                               |                                       |                                       |                                            |                                      |         |           |
| weitere Bilder                            | Weidenjungfer, Gemeine Weidenjungfer, Große Binsenjungfer | Chalcolestes viridis, Syn.: Lestes viridis (Vander Linden, 1825)                              | Chalcolestes viridis – Weibchen       | Chalcolestes viridis – Männchen       |                                            |                                      | [ 4 ]   | LC        |
| weitere Bilder                            | Südliche Binsenjungfer                                    | Lestes barbarus (Fabricius, 1798)                                                             | Lestes barbarus – Weibchen            | Lestes barbarus – Männchen            |                                            | Lestes barbarus – Verbreitung        | [ 5 ]   | EN        |
| weitere Bilder                            | Glänzende Binsenjungfer                                   | Lestes dryas Kirby, 1890                                                                      | Lestes dryas – Weibchen               | Lestes dryas – Männchen               |                                            |                                      | [ 6 ]   | CR        |
| weitere Bilder                            | Dunkle Binsenjungfer                                      | Lestes macrostigma (Eversmann, 1836)                                                          |                                       |                                       |                                            |                                      | [ 7 ]   | CR        |
| weitere Bilder                            | Gemeine Binsenjungfer                                     | Lestes sponsa (Hansemann, 1823)                                                               | Lestes sponsa – Weibchen              | Lestes sponsa – Männchen              |                                            |                                      | [ 8 ]   | LC        |
| weitere Bilder                            | Kleine Binsenjungfer                                      | Lestes virens (Charpentier, 1825)                                                             | Lestes virens – Weibchen              | Lestes virens – Männchen              |                                            |                                      | [ 9 ]   | CR        |
| weitere Bilder                            | Gemeine Winterlibelle                                     | Sympecma fusca (Vander Linden, 1820)                                                          | Sympecma fusca – Weibchen             | Sympecma fusca – Männchen             |                                            |                                      | [ 10 ]  | VU        |
| weitere Bilder                            | Sibirische Winterlibelle                                  | Sympecma paedisca (Brauer, 1877)                                                              | Sympecma paedisca – Weibchen          | Sympecma paedisca – Männchen          |                                            |                                      | [ 11 ]  | CR        |
| Familie: Federlibellen (Platycnemididae)  |                                                           |                                                                                               |                                       |                                       |                                            |                                      |         |           |
| weitere Bilder                            | Blaue Federlibelle, Gemeine Federlibelle                  | Platycnemis pennipes (Pallas, 1771)                                                           | Platycnemis pennipes – Weibchen       | Platycnemis pennipes – Männchen       | Platycnemis pennipes – Nymphe / Exuvie     |                                      | [ 12 ]  | LC        |
| Familie: Schlanklibellen (Coenagrionidae) |                                                           |                                                                                               |                                       |                                       |                                            |                                      |         |           |
| weitere Bilder                            | Speer-Azurjungfer                                         | Coenagrion hastulatum (Charpentier, 1825)                                                     | Coenagrion hastulatum – Weibchen      | Coenagrion hastulatum – Männchen      |                                            |                                      | [ 13 ]  | VU        |
| weitere Bilder                            | Bileks Azurjungfer, Sibirische Azurjungfer                | Coenagrion hylas (Trybom, 1889)                                                               |                                       | Coenagrion hylas – Männchen           |                                            |                                      | [ 14 ]  | CR        |
| weitere Bilder                            | Mond-Azurjungfer                                          | Coenagrion lunulatum (Charpentier, 1840)                                                      | Coenagrion lunulatum – Weibchen       | Coenagrion lunulatum – Männchen       |                                            |                                      | [ 15 ]  | CR        |
| weitere Bilder                            | Helm-Azurjungfer                                          | Coenagrion mercuriale (Charpentier, 1840)                                                     | Coenagrion mercuriale – Weibchen      | Coenagrion mercuriale – Männchen      |                                            |                                      | [ 16 ]  | CR        |
| weitere Bilder                            | Vogel-Azurjungfer                                         | Coenagrion ornatum (Selys, 1850)                                                              | Coenagrion ornatum – Weibchen         | Coenagrion ornatum – Männchen         |                                            |                                      | [ 17 ]  | CR        |
| weitere Bilder                            | Hufeisen-Azurjungfer                                      | Coenagrion puella (Linnaeus, 1758)                                                            | Coenagrion puella – Weibchen          | Coenagrion puella – Männchen          | Coenagrion puella – Nymphe / Exuvie        | Coenagrion puella – Verbreitung      | [ 18 ]  | LC        |
| weitere Bilder                            | Fledermaus-Azurjungfer                                    | Coenagrion pulchellum (Vander Linden, 1825)                                                   | Coenagrion pulchellum – Weibchen      | Coenagrion pulchellum – Männchen      |                                            |                                      | [ 19 ]  | VU        |
| weitere Bilder                            | Gabel-Azurjungfer                                         | Coenagrion scitulum (Rambur, 1842)                                                            |                                       | Coenagrion scitulum – Männchen        |                                            |                                      | [ 20 ]  | CR        |
| weitere Bilder                            | Gemeine Becherjungfer, Becher-Azurjungfer                 | Enallagma cyathigerum (Charpentier, 1840)                                                     | Enallagma cyathigerum – Weibchen      | Enallagma cyathigerum – Männchen      | Enallagma cyathigerum – Nymphe / Exuvie    | Enallagma cyathigerum – Verbreitung  | [ 21 ]  | LC        |
| weitere Bilder                            | Pokaljungfer, Saphirauge                                  | Erythromma lindenii, Syn.: Cercion lindenii (Selys, 1840)                                     | Erythromma lindenii – Weibchen        | Erythromma lindenii – Männchen        |                                            |                                      | [ 22 ]  | EN        |
| weitere Bilder                            | Großes Granatauge                                         | Erythromma najas (Hansemann, 1823)                                                            | Erythromma najas – Weibchen           | Erythromma najas – Männchen           | Erythromma najas – Nymphe / Exuvie         |                                      | [ 23 ]  | NT        |
| weitere Bilder                            | Kleines Granatauge                                        | Erythromma viridulum (Charpentier, 1840)                                                      | Erythromma viridulum – Weibchen       | Erythromma viridulum – Männchen       |                                            |                                      | [ 24 ]  | LC        |
| weitere Bilder                            | Große Pechlibelle, Gemeine Prachtlibelle                  | Ischnura elegans (Vander Linden, 1820)                                                        | Ischnura elegans – Weibchen           | Ischnura elegans – Männchen           | Ischnura elegans – Nymphe / Exuvie         |                                      | [ 25 ]  | LC        |
| weitere Bilder                            | Kleine Pechlibelle                                        | Ischnura pumilio (Charpentier, 1825)                                                          | Ischnura pumilio – Weibchen           | Ischnura pumilio – Männchen           |                                            |                                      | [ 26 ]  | NT        |
| weitere Bilder                            | Zwerglibelle                                              | Nehalennia speciosa (Charpentier, 1840)                                                       | Nehalennia speciosa – Weibchen        | Nehalennia speciosa – Männchen        |                                            |                                      | [ 27 ]  | CR        |
| weitere Bilder                            | Frühe Adonislibelle, Frühe Adonisjungfer                  | Pyrrhosoma nymphula (Sulzer, 1776)                                                            | Pyrrhosoma nymphula – Weibchen        | Pyrrhosoma nymphula – Männchen        | Pyrrhosoma nymphula – Nymphe / Exuvie      |                                      | [ 28 ]  | LC        |
| Familie: Edellibellen (Aeshnidae)         |                                                           |                                                                                               |                                       |                                       |                                            |                                      |         |           |
| weitere Bilder                            | Südliche Mosaikjungfer                                    | Aeshna affinis Vander Linden, 1820                                                            | Aeshna affinis – Weibchen             | Aeshna affinis – Männchen             |                                            |                                      | [ 29 ]  | VU        |
| weitere Bilder                            | Alpen-Mosaikjungfer                                       | Aeshna caerulea Strøm, 1783                                                                   |                                       | Aeshna caerulea – Männchen            |                                            | Aeshna caerulea – Verbreitung        | [ 30 ]  | VU        |
| weitere Bilder                            | Blaugrüne Mosaikjungfer                                   | Aeshna cyanea (O. F. Müller, 1764)                                                            | Aeshna cyanea – Weibchen              | Aeshna cyanea – Männchen              | Aeshna cyanea – Nymphe / Exuvie            | Aeshna cyanea – Verbreitung          | [ 31 ]  | LC        |
| weitere Bilder                            | Braune Mosaikjungfer                                      | Aeshna grandis (Linnaeus, 1758)                                                               | Aeshna grandis – Weibchen             | Aeshna grandis – Männchen             | Aeshna grandis – Nymphe / Exuvie           | Aeshna grandis – Verbreitung         | [ 32 ]  | LC        |
| weitere Bilder                            | Torf-Mosaikjungfer                                        | Aeshna juncea (Linnaeus, 1758)                                                                | Aeshna juncea – Weibchen              | Aeshna juncea – Männchen              | Aeshna juncea – Nymphe / Exuvie            | Aeshna juncea – Verbreitung          | [ 33 ]  | LC        |
| weitere Bilder                            | Herbst-Mosaikjungfer                                      | Aeshna mixta Latreille, 1805                                                                  | Aeshna mixta – Weibchen               | Aeshna mixta – Männchen               |                                            | Aeshna mixta – Verbreitung           | [ 34 ]  | LC        |
| weitere Bilder                            | Hochmoor-Mosaikjungfer                                    | Aeshna subarctica Sir Walker, 1908                                                            |                                       | Aeshna subarctica – Männchen          |                                            |                                      | [ 35 ]  | EN        |
| weitere Bilder                            | Grüne Mosaikjungfer                                       | Aeshna viridis Eversmann, 1836                                                                | Aeshna viridis – Weibchen             | Aeshna viridis – Männchen             | Aeshna viridis – Nymphe / Exuvie           |                                      | [ 36 ]  | CR        |
| weitere Bilder                            | Schabrackenlibelle, Schabracken-Königslibelle             | Anax ephippiger (Burmeister, 1839)                                                            | Anax ephippiger – Weibchen            | Anax ephippiger – Männchen            |                                            |                                      | [ 37 ]  | NT        |
| weitere Bilder                            | Große Königslibelle                                       | Anax imperator Leach, 1815                                                                    | Anax imperator – Weibchen             | Anax imperator – Männchen             | Anax imperator – Nymphe / Exuvie           | Anax imperator – Verbreitung         | [ 38 ]  | LC        |
| weitere Bilder                            | Kleine Königslibelle                                      | Anax parthenope Selys, 1839                                                                   | Anax parthenope – Weibchen            | Anax parthenope – Männchen            | Anax parthenope – Nymphe / Exuvie          |                                      | [ 39 ]  | LC        |
| weitere Bilder                            | Früher Schilfjäger                                        | Brachytron pratense (O. F. Müller, 1764)                                                      | Brachytron pratense – Weibchen        | Brachytron pratense – Männchen        |                                            |                                      | [ 40 ]  | VU        |
| weitere Bilder                            | Keilfleck-Mosaikjungfer, Keilflecklibelle                 | Isoaeschna isoceles, Syn.: Aeshna isoceles, falsch auch Aeshna isosceles (O. F. Müller, 1767) | Aeshna isoceles – Weibchen            | Aeshna isoceles – Männchen            |                                            | Aeshna isoceles – Verbreitung        | [ 41 ]  | VU        |
| Familie: Flussjungfern (Gomphidae)        |                                                           |                                                                                               |                                       |                                       |                                            |                                      |         |           |
| weitere Bilder                            | Westliche Keiljungfer                                     | Gomphus pulchellus Selys, 1840                                                                | Gomphus pulchellus – Weibchen         | Gomphus pulchellus – Männchen         |                                            |                                      | [ 42 ]  | EN        |
| weitere Bilder                            | Gemeine Keiljungfer                                       | Gomphus vulgatissimus (Linnaeus, 1758)                                                        | Gomphus vulgatissimus – Weibchen      | Gomphus vulgatissimus – Männchen      | Gomphus vulgatissimus – Nymphe / Exuvie    |                                      | [ 43 ]  | VU        |
| weitere Bilder                            | Kleine Zangenlibelle                                      | Onychogomphus forcipatus (Linnaeus, 1758)                                                     | Onychogomphus forcipatus – Weibchen   | Onychogomphus forcipatus – Männchen   | Onychogomphus forcipatus – Nymphe / Exuvie |                                      | [ 44 ]  | VU        |
| weitere Bilder                            | Grüne Flussjungfer, Grüne Keiljungfer                     | Ophiogomphus cecilia (Fourcroy, 1785)                                                         | Ophiogomphus cecilia – Weibchen       | Ophiogomphus cecilia – Männchen       | Ophiogomphus cecilia – Nymphe / Exuvie     |                                      | [ 45 ]  | VU        |
| weitere Bilder                            | Asiatische Keiljungfer, Eurasische Keulenjungfer          | Stylurus flavipes, Syn.: Gomphus flavipes (Charpentier, 1825)                                 |                                       |                                       | Stylurus flavipes – Nymphe / Exuvie        |                                      | [ 46 ]  | CR        |
| Familie: Quelljungfern (Cordulegastridae) |                                                           |                                                                                               |                                       |                                       |                                            |                                      |         |           |
| weitere Bilder                            | Gestreifte Quelljungfer                                   | Cordulegaster bidentata Selys, 1843                                                           |                                       | Cordulegaster bidentata – Männchen    | Cordulegaster bidentata – Nymphe / Exuvie  |                                      | [ 47 ]  | VU        |
| weitere Bilder                            | Zweigestreifte Quelljungfer                               | Cordulegaster boltonii (Donovan, 1807)                                                        | Cordulegaster boltonii – Weibchen     | Cordulegaster boltonii – Männchen     | Cordulegaster boltonii – Nymphe / Exuvie   |                                      | [ 48 ]  | VU        |
| weitere Bilder                            | Große Quelljungfer                                        | Cordulegaster heros Theischinger, 1979                                                        |                                       |                                       | Cordulegaster heros – Nymphe / Exuvie      |                                      | [ 49 ]  | EN        |
| Familie: Falkenlibellen (Corduliidae)     |                                                           |                                                                                               |                                       |                                       |                                            |                                      |         |           |
| weitere Bilder                            | Falkenlibelle, Gemeine Smaragdlibelle                     | Cordulia aenea (Linnaeus, 1758)                                                               | Cordulia aenea – Weibchen             | Cordulia aenea – Männchen             | Cordulia aenea – Nymphe / Exuvie           |                                      | [ 50 ]  | LC        |
| weitere Bilder                            | Zweifleck                                                 | Epitheca bimaculata (Charpentier, 1825)                                                       |                                       | Epitheca bimaculata – Männchen        | Epitheca bimaculata – Nymphe / Exuvie      |                                      | [ 51 ]  | EN        |
| weitere Bilder                            | Alpen-Smaragdlibelle                                      | Somatochlora alpestris (Selys, 1840)                                                          |                                       |                                       | Somatochlora alpestris – Nymphe / Exuvie   |                                      | [ 52 ]  | NT        |
| weitere Bilder                            | Arktische Smaragdlibelle                                  | Somatochlora arctica (Zetterstedt, 1840)                                                      |                                       | Somatochlora arctica – Männchen       |                                            |                                      | [ 53 ]  | VU        |
| weitere Bilder                            | Gefleckte Smaragdlibelle                                  | Somatochlora flavomaculata (Vander Linden, 1825)                                              | Somatochlora flavomaculata – Weibchen | Somatochlora flavomaculata – Männchen |                                            |                                      | [ 54 ]  | EN        |
| weitere Bilder                            | Balkan-Smaragdlibelle                                     | Somatochlora meridionalis Nielsen, 1935                                                       | Somatochlora meridionalis – Weibchen  | Somatochlora meridionalis – Männchen  |                                            |                                      | [ 55 ]  | EN        |
| weitere Bilder                            | Glänzende Smaragdlibelle                                  | Somatochlora metallica (Vander Linden, 1825)                                                  | Somatochlora metallica – Weibchen     | Somatochlora metallica – Männchen     | Somatochlora metallica – Nymphe / Exuvie   |                                      | [ 56 ]  | LC        |
| Familie: Segellibellen (Libellulidae)     |                                                           |                                                                                               |                                       |                                       |                                            |                                      |         |           |
| weitere Bilder                            | Feuerlibelle, Westliche Feuerlibelle                      | Crocothemis erythraea (Brullé, 1832)                                                          | Crocothemis erythraea – Weibchen      | Crocothemis erythraea – Männchen      |                                            |                                      | [ 57 ]  | LC        |
| weitere Bilder                            | Kleine Moosjungfer                                        | Leucorrhinia dubia (Vander Linden, 1825)                                                      | Leucorrhinia dubia – Weibchen         | Leucorrhinia dubia – Männchen         |                                            |                                      | [ 58 ]  | VU        |
| weitere Bilder                            | Große Moosjungfer                                         | Leucorrhinia pectoralis (Charpentier, 1825)                                                   | Leucorrhinia pectoralis – Weibchen    | Leucorrhinia pectoralis – Männchen    |                                            |                                      | [ 59 ]  | CR        |
| weitere Bilder                            | Nordische Moosjungfer                                     | Leucorrhinia rubicunda (Linnaeus, 1758)                                                       | Leucorrhinia rubicunda – Weibchen     | Leucorrhinia rubicunda – Männchen     |                                            |                                      | [ 60 ]  | CR        |
| weitere Bilder                            | Plattbauch                                                | Libellula depressa Linnaeus, 1758                                                             | Libellula depressa – Weibchen         | Libellula depressa – Männchen         | Libellula depressa – Nymphe / Exuvie       | Libellula depressa – Verbreitung     | [ 61 ]  | LC        |
| weitere Bilder                            | Spitzenfleck                                              | Libellula fulva Müller, 1764                                                                  | Libellula fulva – Weibchen            | Libellula fulva – Männchen            |                                            | Libellula fulva – Verbreitung        | [ 62 ]  | EN        |
| weitere Bilder                            | Vierfleck                                                 | Libellula quadrimaculata Linnaeus, 1758                                                       | Libellula quadrimaculata – Weibchen   | Libellula quadrimaculata – Männchen   | Libellula quadrimaculata – Nymphe / Exuvie |                                      | [ 63 ]  | LC        |
| weitere Bilder                            | Östlicher Blaupfeil                                       | Orthetrum albistylum (Selys, 1848)                                                            | Orthetrum albistylum – Weibchen       | Orthetrum albistylum – Männchen       | Orthetrum albistylum – Nymphe / Exuvie     | Orthetrum albistylum – Verbreitung   | [ 64 ]  | LC        |
| weitere Bilder                            | Südlicher Blaupfeil                                       | Orthetrum brunneum (Fonscolombe, 1837)                                                        | Orthetrum brunneum – Weibchen         | Orthetrum brunneum – Männchen         |                                            | Orthetrum brunneum – Verbreitung     | [ 65 ]  | NT        |
| weitere Bilder                            | Großer Blaupfeil                                          | Orthetrum cancellatum (Linnaeus, 1758)                                                        | Orthetrum cancellatum – Weibchen      | Orthetrum cancellatum – Männchen      |                                            |                                      | [ 66 ]  | LC        |
| weitere Bilder                            | Kleiner Blaupfeil                                         | Orthetrum coerulescens (Fabricius, 1798)                                                      | Orthetrum coerulescens – Weibchen     | Orthetrum coerulescens – Männchen     |                                            | Orthetrum coerulescens – Verbreitung | [ 67 ]  | VU        |
| weitere Bilder                            | Schwarze Heidelibelle                                     | Sympetrum danae (Sulzer, 1776)                                                                | Sympetrum danae – Weibchen            | Sympetrum danae – Männchen            | Sympetrum danae – Nymphe / Exuvie          |                                      | [ 68 ]  | LC        |
| weitere Bilder                            | Sumpf-Heidelibelle                                        | Sympetrum depressiusculum (Selys, 1841)                                                       | Sympetrum depressiusculum – Weibchen  | Sympetrum depressiusculum – Männchen  |                                            |                                      | [ 69 ]  | CR        |
| weitere Bilder                            | Gefleckte Heidelibelle                                    | Sympetrum flaveolum (Linnaeus, 1758)                                                          | Sympetrum flaveolum – Weibchen        | Sympetrum flaveolum – Männchen        |                                            |                                      | [ 70 ]  | CR        |
| weitere Bilder                            | Frühe Heidelibelle                                        | Sympetrum fonscolombii, falsch auch Sympetrum fonscolombeii (Selys, 1840)                     | Sympetrum fonscolombii – Weibchen     | Sympetrum fonscolombii – Männchen     | Sympetrum fonscolombii – Nymphe / Exuvie   |                                      | [ 71 ]  | NT        |
| weitere Bilder                            | Südliche Heidelibelle                                     | Sympetrum meridionale (Selys, 1841)                                                           | Sympetrum meridionale – Weibchen      | Sympetrum meridionale – Männchen      |                                            |                                      | [ 72 ]  | CR        |
| weitere Bilder                            | Gebänderte Heidelibelle                                   | Sympetrum pedemontanum (Allioni, 1766)                                                        | Sympetrum pedemontanum – Weibchen     | Sympetrum pedemontanum – Männchen     |                                            |                                      | [ 73 ]  | VU        |
| weitere Bilder                            | Blutrote Heidelibelle                                     | Sympetrum sanguineum (O. F. Müller, 1764)                                                     | Sympetrum sanguineum – Weibchen       | Sympetrum sanguineum – Männchen       |                                            |                                      | [ 74 ]  | LC        |
| weitere Bilder                            | Große Heidelibelle                                        | Sympetrum striolatum (Charpentier, 1840)                                                      | Sympetrum striolatum – Weibchen       | Sympetrum striolatum – Männchen       |                                            |                                      | [ 75 ]  | LC        |
| weitere Bilder                            | Gemeine Heidelibelle                                      | Sympetrum vulgatum (Linnaeus, 1758)                                                           | Sympetrum vulgatum – Weibchen         | Sympetrum vulgatum – Männchen         |                                            |                                      | [ 76 ]  | LC        |
| weitere Bilder                            | Östliche Moosjungfer                                      | Leucorrhinia albifrons (Burmeister, 1839)                                                     | Leucorrhinia albifrons – Weibchen     | Leucorrhinia albifrons – Männchen     | Leucorrhinia albifrons – Nymphe / Exuvie   |                                      | [ 77 ]  | CR        |
| weitere Bilder                            | Zierliche Moosjungfer                                     | Leucorrhinia caudalis (Charpentier, 1840)                                                     | Leucorrhinia caudalis – Weibchen      | Leucorrhinia caudalis – Männchen      |                                            |                                      | [ 78 ]  | CR        |